# Semaeopus incurvaria
Semaeopus incurvaria är en fjärilsart som beskrevs av Achille Guenée 1858. Semaeopus incurvaria ingår i släktet Semaeopus och familjen mätare. Inga underarter finns listade i Catalogue of Life.